# Marie-France Vignéras
Marie-França Vignéras (1946) és una matemàtica francesa. És professora emèrita de l'Institut de Mathématiques de Jussieu a París. És coneguda per la seva demostració, publicada l'any 1980, de l'existència de superfícies riemannianes isospectrals no isomètriques. Tals superfícies mostren que un no pot sentir la forma d'un tambor hiperbòlic. Un altre punt destacat de la seva recerca és l'establiment de la correspondència lodal de Langlands mod-l per GL(n) l'any 2000. La seva obra actual tracta sobre els programes p-àdics de Langlands.
Nascuda l'any 1946, Vignéras era filla de Janine Mocudé i Robert Vignéras (capità de mar i pilot en el port de Dakar). Va passar la seva infantesa al Senegal, i va fer els seus estudis d'institut al lycée Van-Vollenhoven de Dakar. Es va traslladar a la Universitat de Bordeus després de completar el batxillerat al Senegal. Va rebre l'agregació de matemàtiques l'any 1969 i el doctorat l'any 1974; la seva tesi va ser escrita sota la direcció de Jacques Martinet.
Vignéras va ser directora de matemàtiques a l'Ecole Normale Supérieure de Sèvres de 1977 a 1983. Posteriorment, va tornar amb els seus col·legues a la Universitat Denis Diderot. D'ençà de 2010 ha estat professora emèrita. Vignéras ha fet nombroses estades en universitats i instituts estrangers, inclòs l'Institut de Max Planck de Matemàtiques de Bonn, la Universitat de Califòrnia a Berkeley, l'Institut Tata per a la Recerca Fonamental de Bombai i l'Institut Radcliffe de la Universitat Harvard. Ha estat professora Emmy Noether de la Universitat de Göttingen i ha estat conferenciant convidada al Congrés Europeu de Matemàtiques (Barcelona, 2000) i el Congrés Internacional de Matemàtiques (Pequín, 2002).
Vignéras va rebre la Medalla Albert Chatelet l'any 1978, la Medalla de plata del C.N.R.S. l'any 1984, el Premi von Humboldt l'any 1985 i el Prix Petit d'Ormoy, Carrière, Thébault de l'Acadèmia Francesa de Ciències l'any 1997. Es va convertir en membre de l'Academia Europaea l'any 2017. Va ser elegida en la promoció de 2018 membres de la Societat Americana de Matemàtiques.

## Publicacions seleccionades
- Vignéras, Marie-France. Arithmetique Des Algebres De Quaternions (Lecture Notes in Mathematics) (en francès).  Springer-Verlag, 1980. ISBN 978-0387099835.
- Vignéras, Marie-France. Representations modulaires des groupes reductifs p-adiques. Representations cuspidales de GL(n).  Springer Science and Business Media, 1996. ISBN 9780817639297.
- Vignéras, Marie-France «Cohomology of sheaves on the building and R-representations». Inventiones Mathematicae, 127, 2, 1997, pàg. 349–373. DOI: 10.1007/s002220050124.
- Vignéras, Marie-France «Representations modulo p of the p-adic group GL(2, F)». Compositio Mathematica, 140, 2, 2004, pàg. 333–358. DOI: 10.1112/s0010437x03000071.
- Vignéras, Marie-France «Pro-p-Iwahori Hecke ring and supersingular». Mathematische Annalen, 331, 3, 2005, pàg. 523–556. DOI: 10.1007/s00208-004-0592-4.